# 浙江省交通投资集团
浙江省交通投资集团有限公司（CICO），成立于2001年12月29日，是浙江省人民政府国有资产监督管理委员会所属的国有企业，代表政府履行浙江省级交通投融资平台的职能。
2016年，浙江省交通投资集团和浙江省铁路投资集团合并重组为新的浙江省交通投资集团。后由兼并浙江省交投地产集团、原浙江省铁投房地产集团、原浙江交投资产管理公司、原浙江国大集团、原浙商控股等集团。

## 子公司
| 高速公路 - 浙江沪杭甬高速公路股份公司 - 浙江交投高速公路运营管理有限公司 - 浙江交投高速公路建设管理有限公司 - 浙江交投交通建设管理有限公司 铁路 - 浙江省轨道交通运营管理集团有限公司 - 浙江省轨道交通建设管理集团 - 浙江省铁路发展控股集团 - 浙江金温铁道开发有限公司 科研 - 浙江数智交院科技股份有限公司 - 浙江智慧交通研究院 - 浙江交通科技股份有限公司 - 浙江交工集团股份有限公司 学校 - 浙江商业职业技术学院 - 浙江工商职业技术学院 - 浙江商业技师学院 | 金融 - 浙江省长三角投资有限公司 - 浙江省商业集团有限公司 - 浙江浙商金控有限公司 - 浙江省交通投资集团财务有限责任公司 - 浙商财产保险股份有限公司 - 浙江省交投控股集团有限公司 - 浙商物业 - 浙江国大集团 其他 - 浙商中拓集团股份有限公司 - 浙商食品集团有限公司 - 浙江镇洋发展股份有限公司 - 浙江省经济建设投资有限公司 - 浙江省海运集团有限公司 - 浙江高信技术股份有限公司 - 浙江交通资源投资集团有限公司 - 浙江高速物流有限公司 |

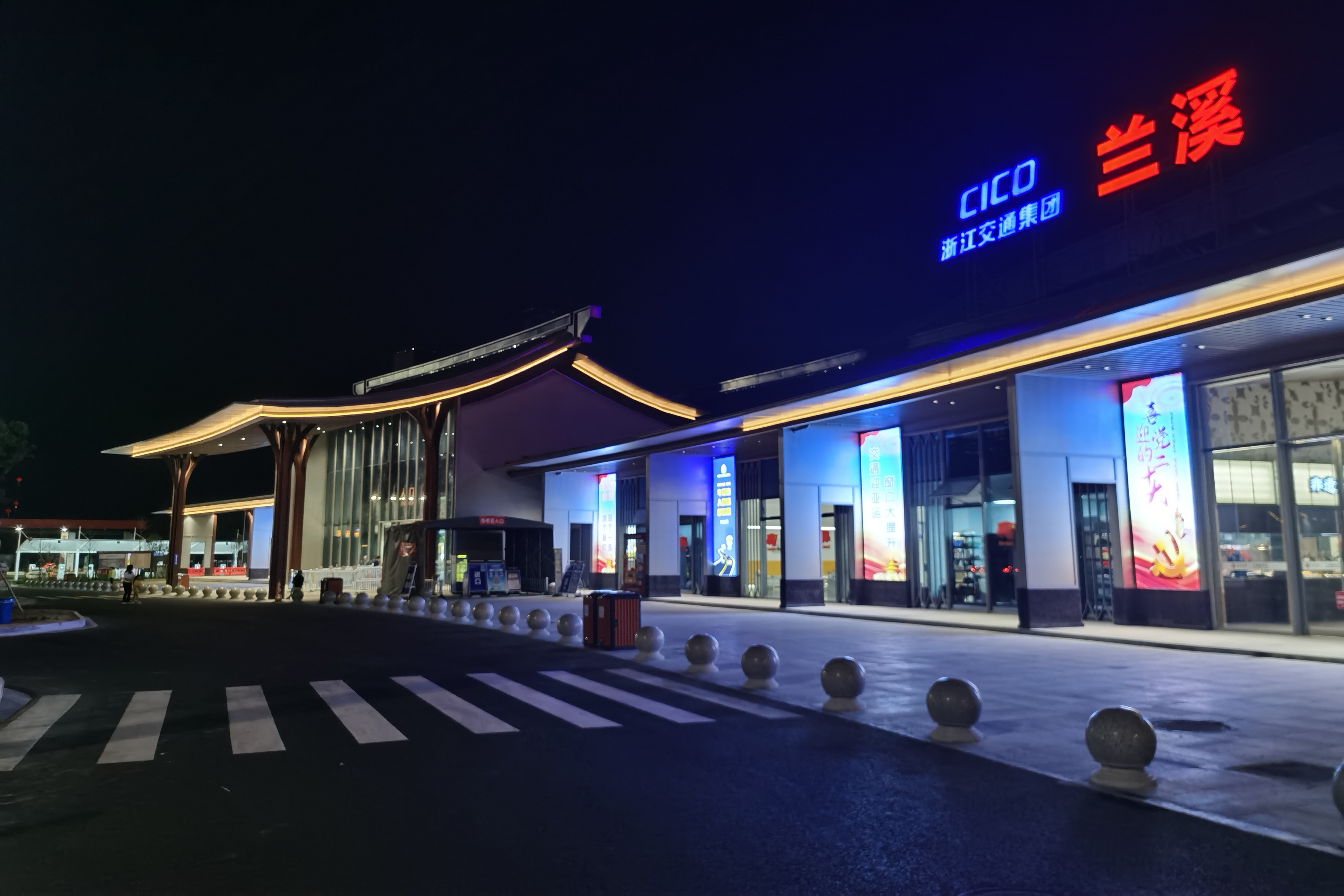
沪昆高速兰溪服务区
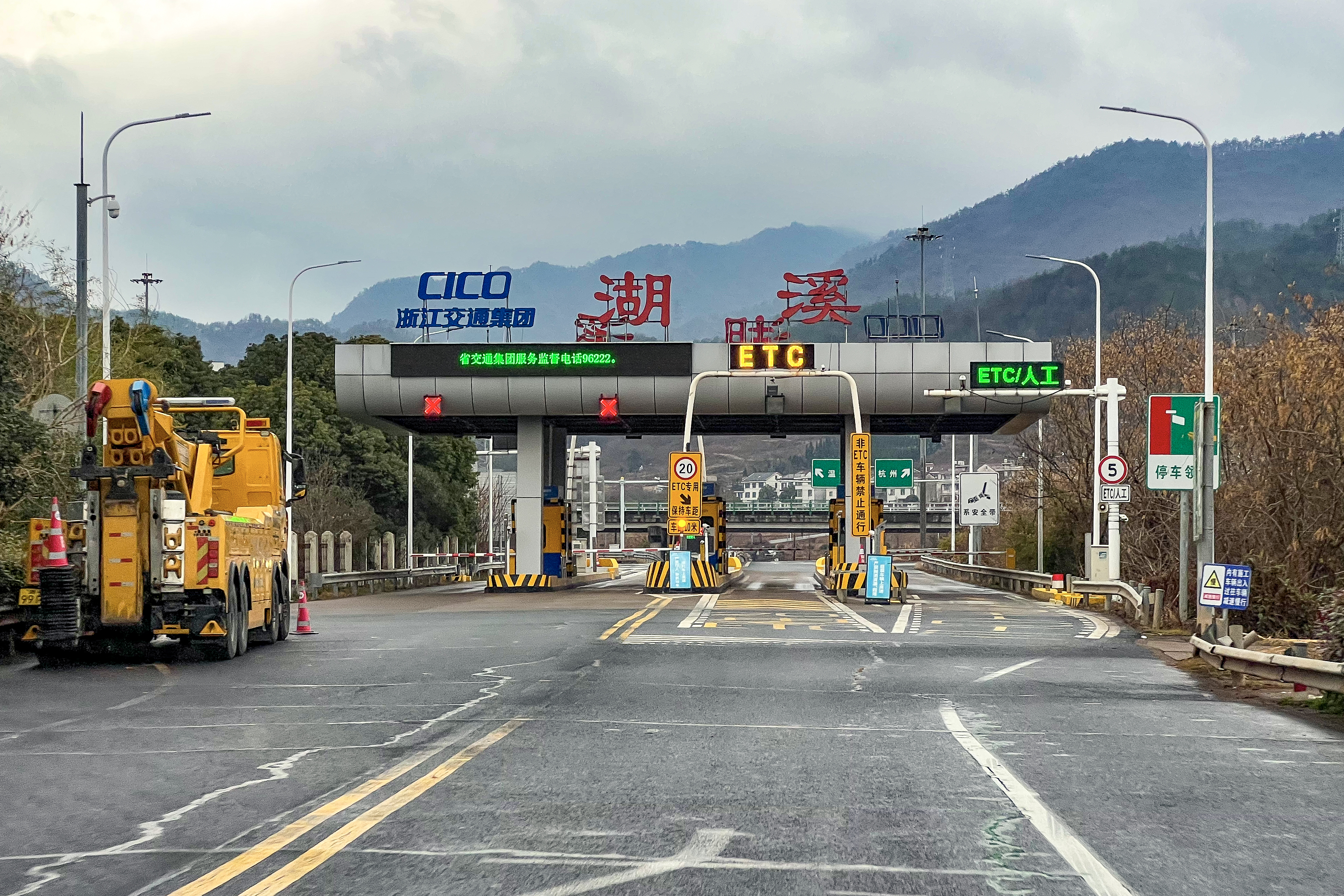
诸永高速湖溪收费站
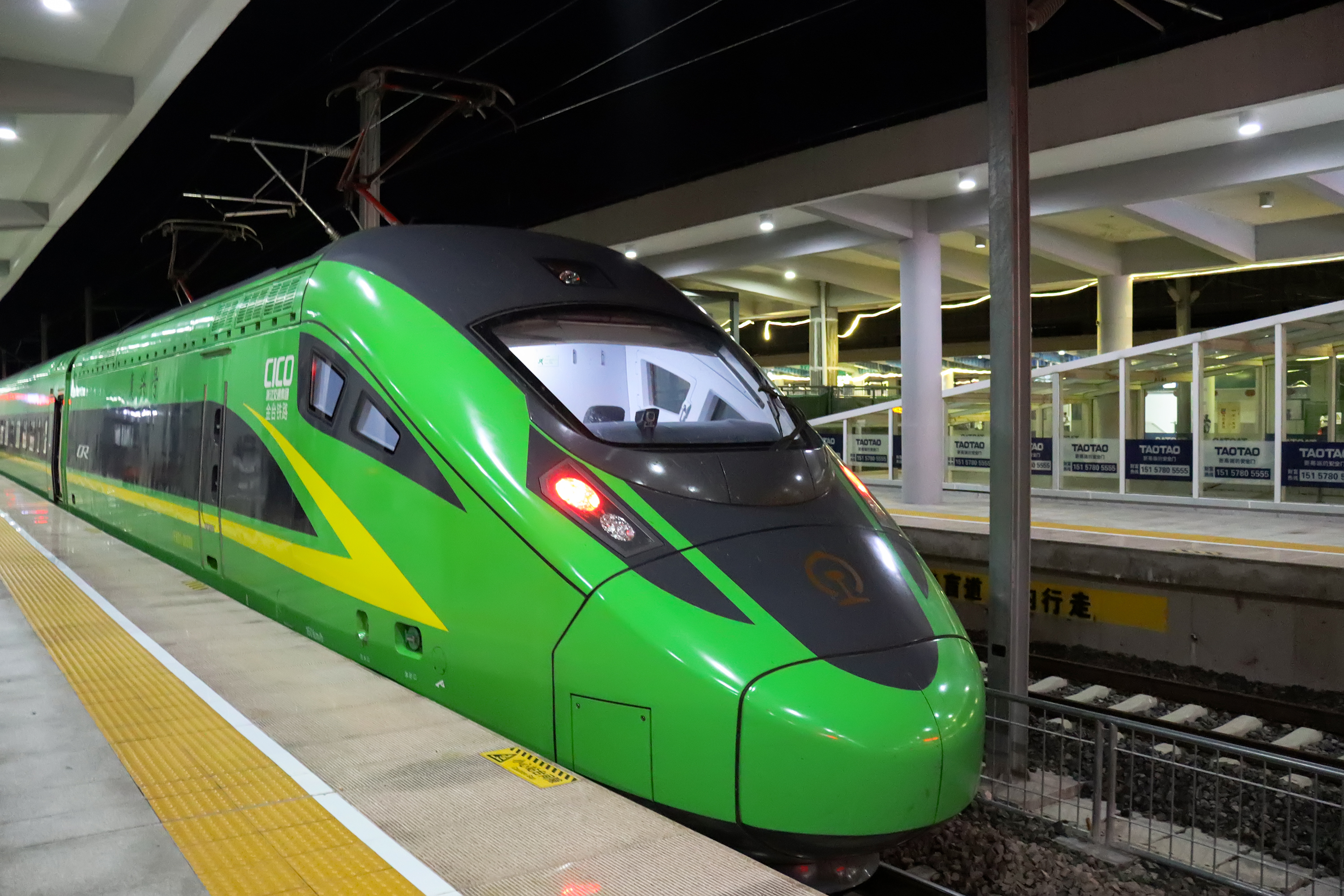
金温铁道公司运营金台铁路CR200J列车于永康南站
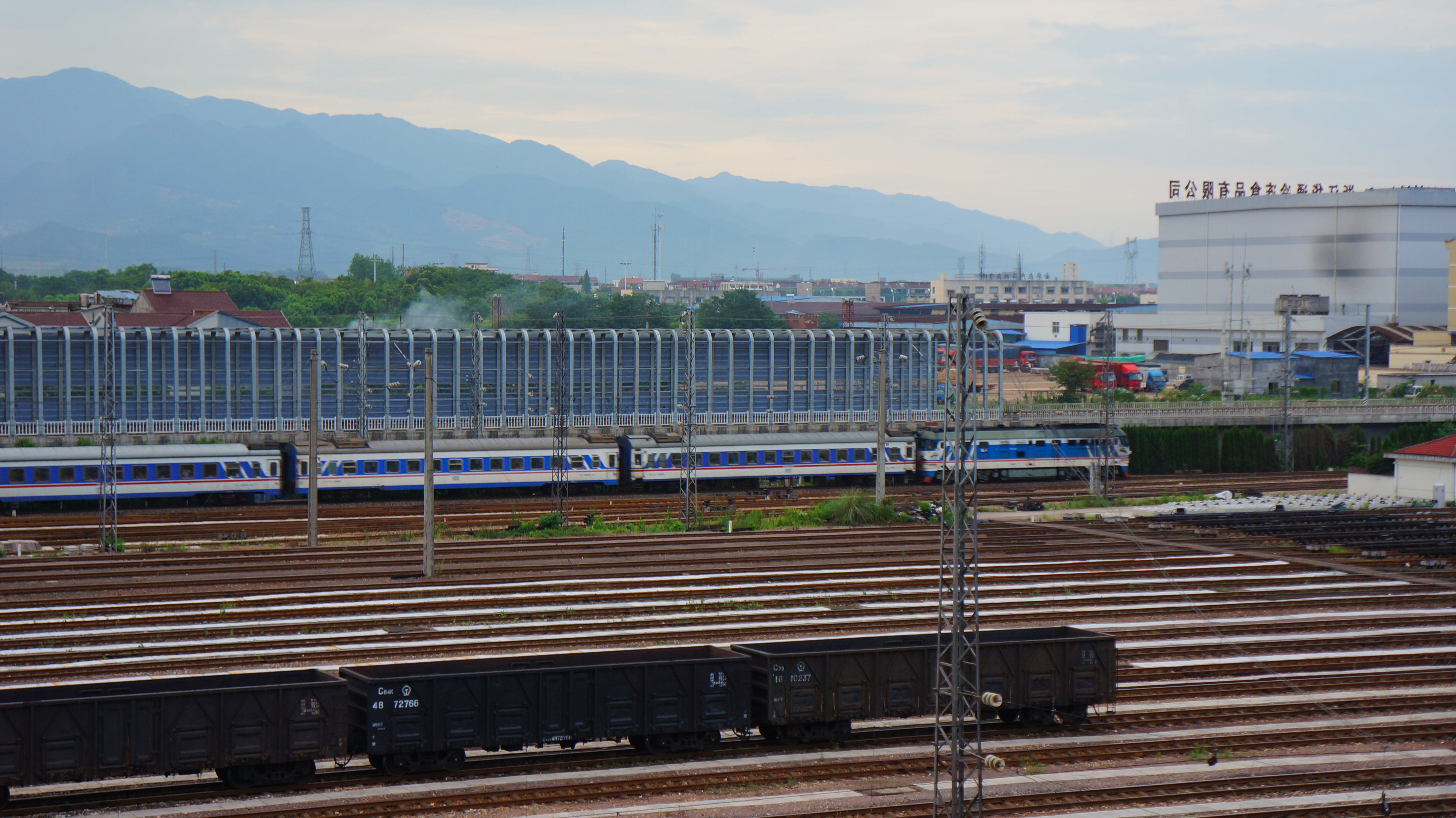
金温铁道公司列车
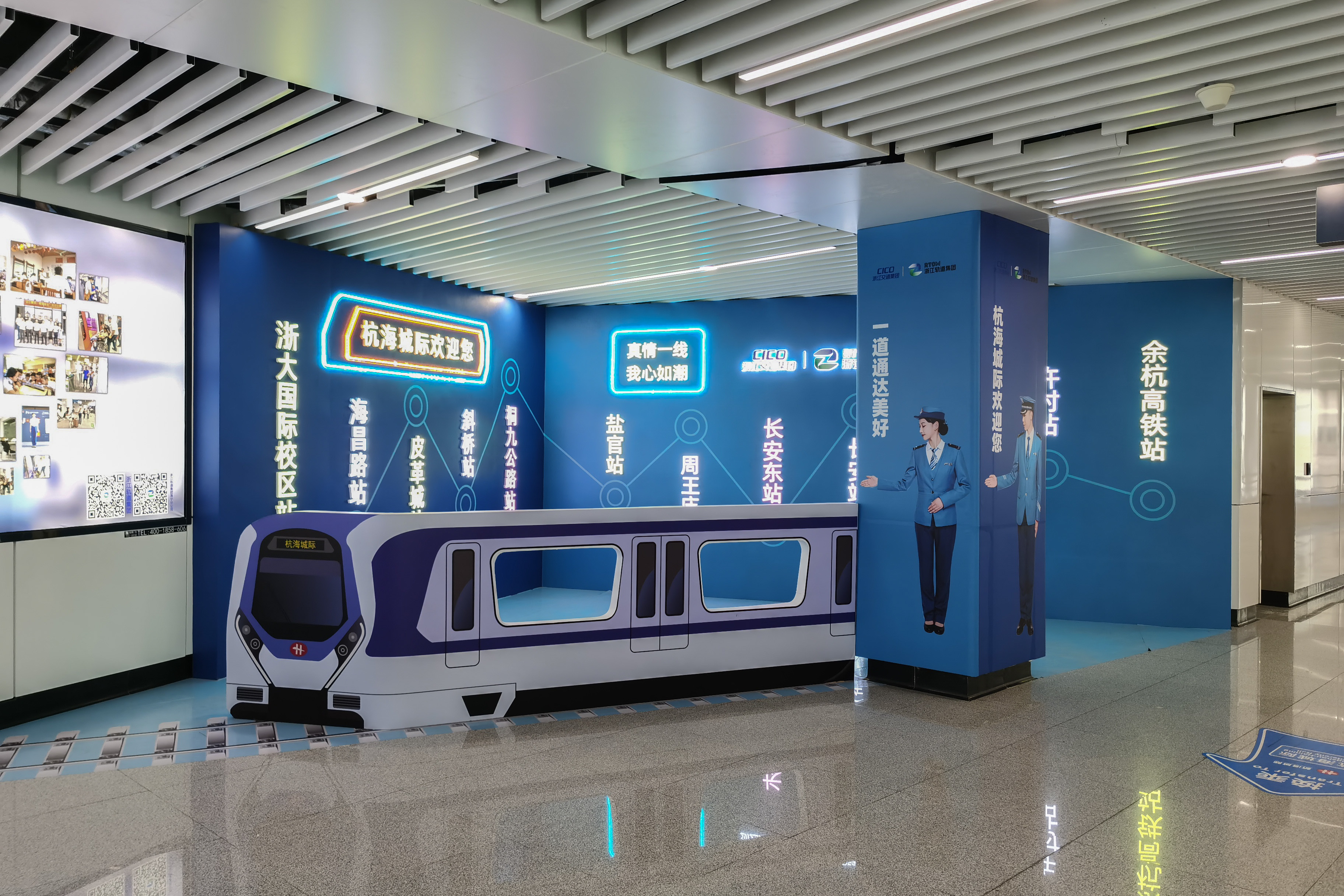
交投集团于杭海城际临平南高铁站站的宣传
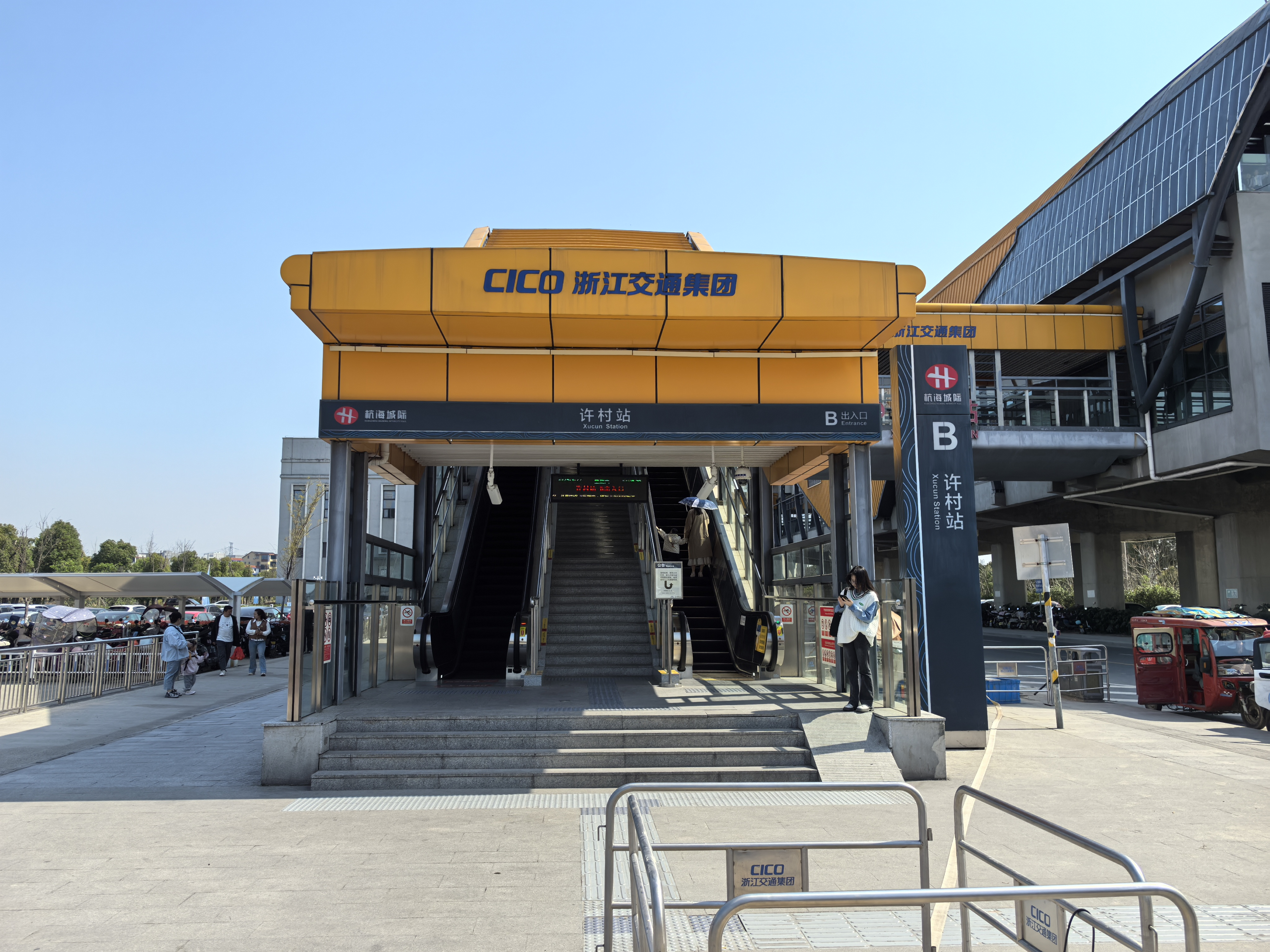
浙江交投杭海城际许村站
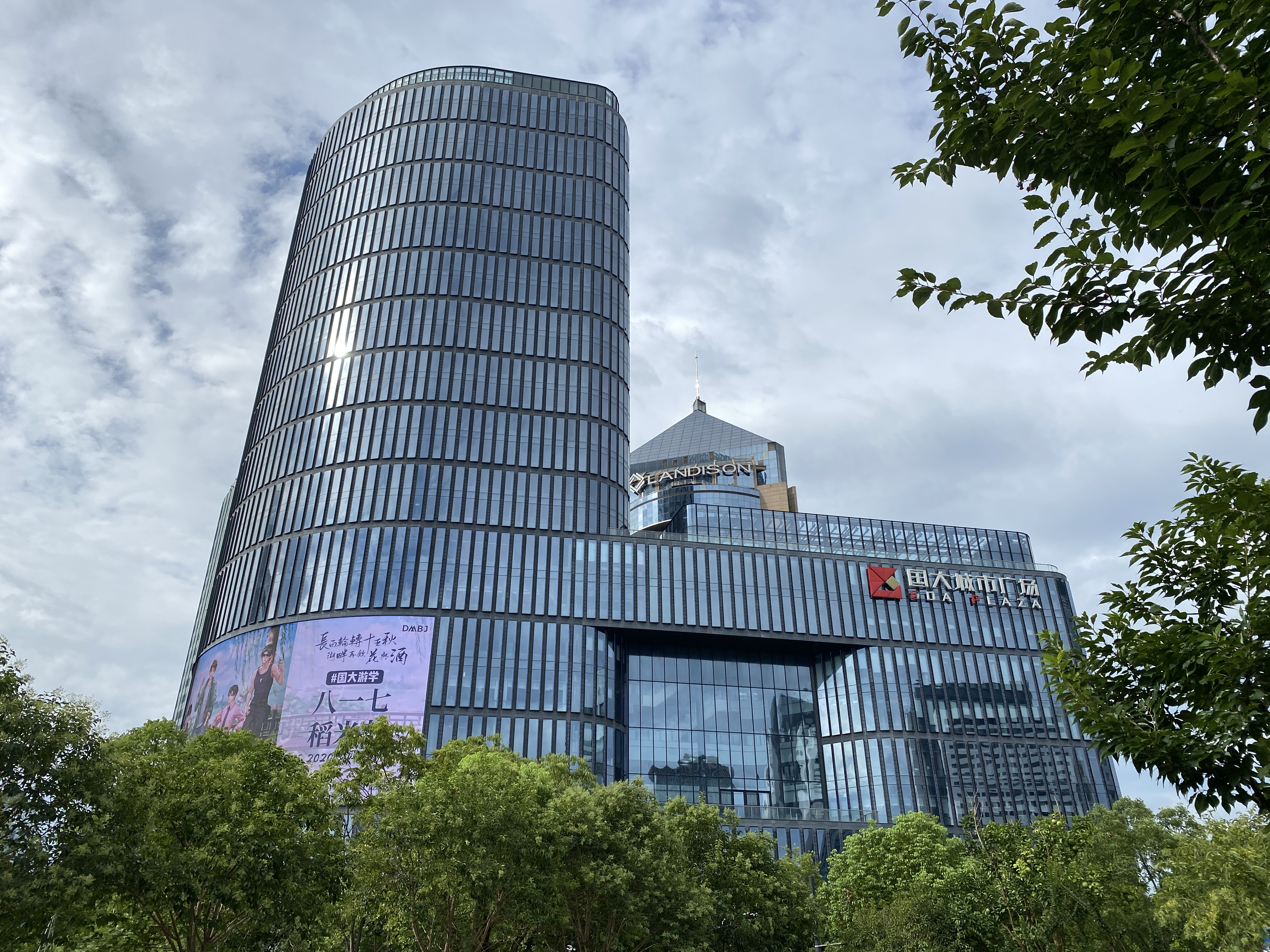
杭州国大城市广场